# Norton (gruppo musicale)
Norton è un gruppo musicale portoghese fondato nel 2002 a Castelo Branco e formato da Pedro Afonso, Rodolfo Matos, Leonel Soares e Manuel Simões.

## Storia
I Norton si sono formati nella città dell'entroterra portoghese Castelo Branco dall'unione di due gruppi, gli Alien Picnic e gli Oscillating Fan. Due membri delle band non hanno aderito al progetto, e i restanti cinque hanno deciso di registrare il loro primo EP nel dicembre del 2002, Make Me Sound, uscito l'anno successivo.n.
L'album di debutto, Pictures from Our Thoughts, è uscito nel 2004. Poco dopo la pubblicazione, il chitarrista Carlos Nunes è scomparso, portando il progetto a una pausa dalla scena. Il gruppo deciderà di continuare l'attività con i quattro membri originali fino all'aggiunta nel 2009 del chitarrista Manuel Simões e all'abbandono della voce principale Alexandre Rodrigues all'inizio dell'anno successivo. Pedro Afonso è subentrato come cantante.
Alla fine del 2009 i Norton hanno intrapreso la loro prima tournée internazionale che li ha visti cantare in Spagna, Germania, Paesi Bassi, Lussemburgo e Francia. Nel 2015, trainati dal successo di Layers of Love United (2011) e dell'album eponimo (2014), hanno organizzato tre concerti in Giappone, più una partecipazione al festival Spin.Discovery come headliner.
I Norton sono stati confermati fra i venti artisti partecipanti al Festival da Canção 2022, rassegna musicale che selezionerà il rappresentante portoghese all'Eurovision Song Contest, con il brano Hope.

## Formazione
Attuale
- Pedro Afonso – voce, chitarra (dal 2002)
- Rodolfo Matos – batteria (dal 2002)
- Leonel Soares – basso elettrico (dal 2002)
- Manuel Simões – chitarra (dal 2009)

Membri precedenti
- Carlos Nunes – chitarra (2002-2004)
- Alexandre Rodrigues – voce (2002-2010)

## Discografia

### Album in studio
- 2004 – Pictures from Our Thoughts
- 2007 – Kersche
- 2011 – Layers of Love United
- 2014 – Norton
- 2020 – Heavy Light

### Raccolte
- 2005 – Frames > Remixes & Versions
- 2008 – Kersche Remixed

### EP
- 2003 – Make Me Sound
- 2012 – Live Acoustic

### Singoli
- 2004 – Swirling Sound
- 2007 – Cinnamon & Wine
- 2009 – Pump Up the Jam
- 2010 – Make It Last
- 2011 – Two Points
- 2011 – Coastline
- 2012 – Charlie
- 2014 – Magnets
- 2014 – Brava
- 2015 – Lady (Hear Me Tonight)
- 2019 – Changes
- 2020 – Passengers
- 2020 – 1997
- 2020 – Madrugada
- 2021 – Galaxies - New Atlantis
- 2021 – Young Blood (Daylight) (feat. Filipa Leão)
- 2022 – Hope